# Ki no Tsurayuki

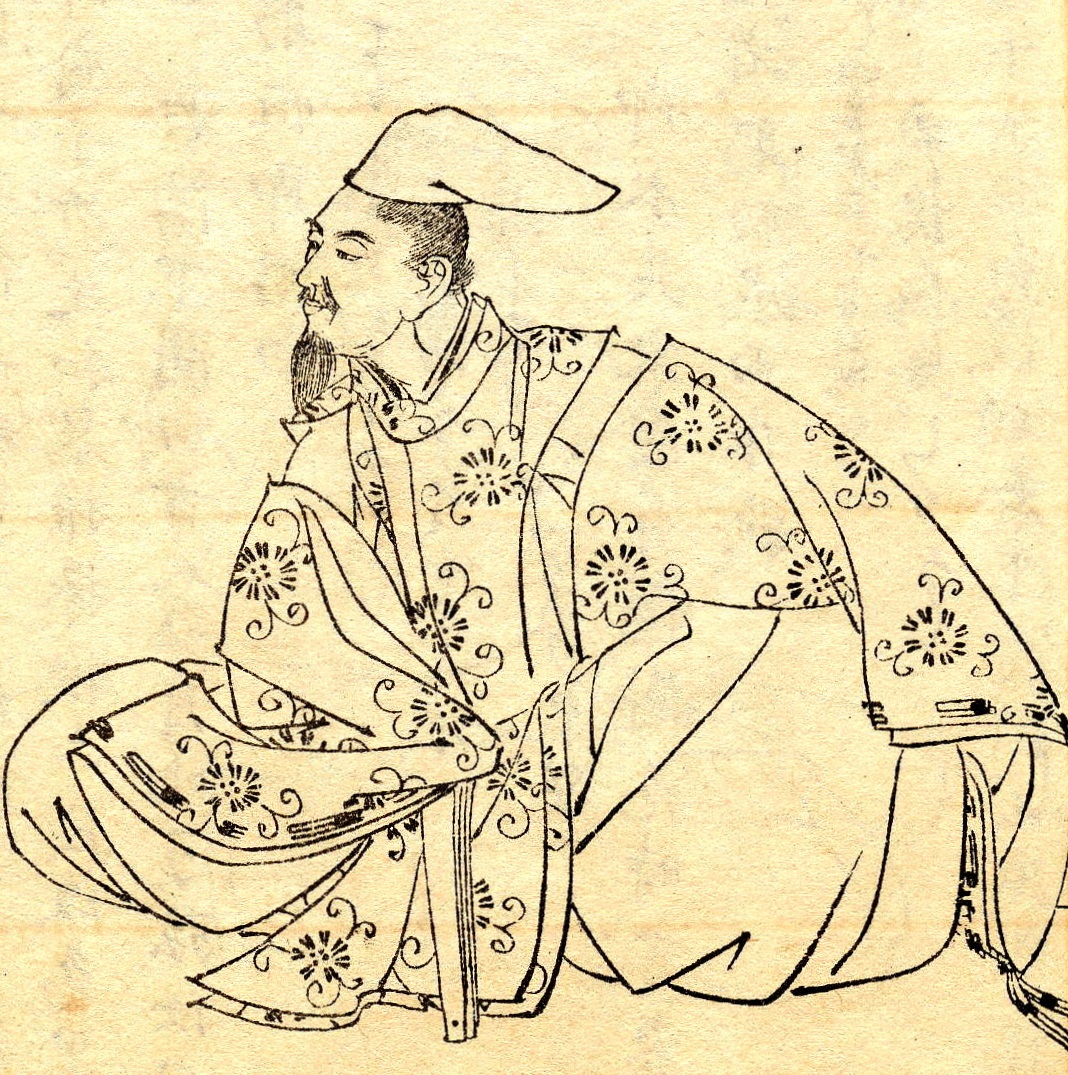
Ki no Tsurayuki, pictat de Kikuchi Yōsai

Ki no Tsurayuki (紀 貫之, n. 872 - d. 30 iunie 945) a fost un poet japonez.
În colaborare cu discipolii săi, a scris antologii din lirica japoneză.

## Opera
- 905: Culegere de poeme vechi și moderne ("Kokinwakashû"), unde versurile sunt caracterizate prin eleganță și prețiozitate și a cărui prefață constituie prima încercare critică niponă
- 935: Jurnalul din Tosa ("Tosa-nikki"), primul jurnal de curte din literatura japoneză.